# Dansende boeren voor een Boheemse herberg
Dansende boeren voor een Boheemse herberg is een schilderij van Roelant Savery in het Mauritshuis in Den Haag.

## Voorstelling

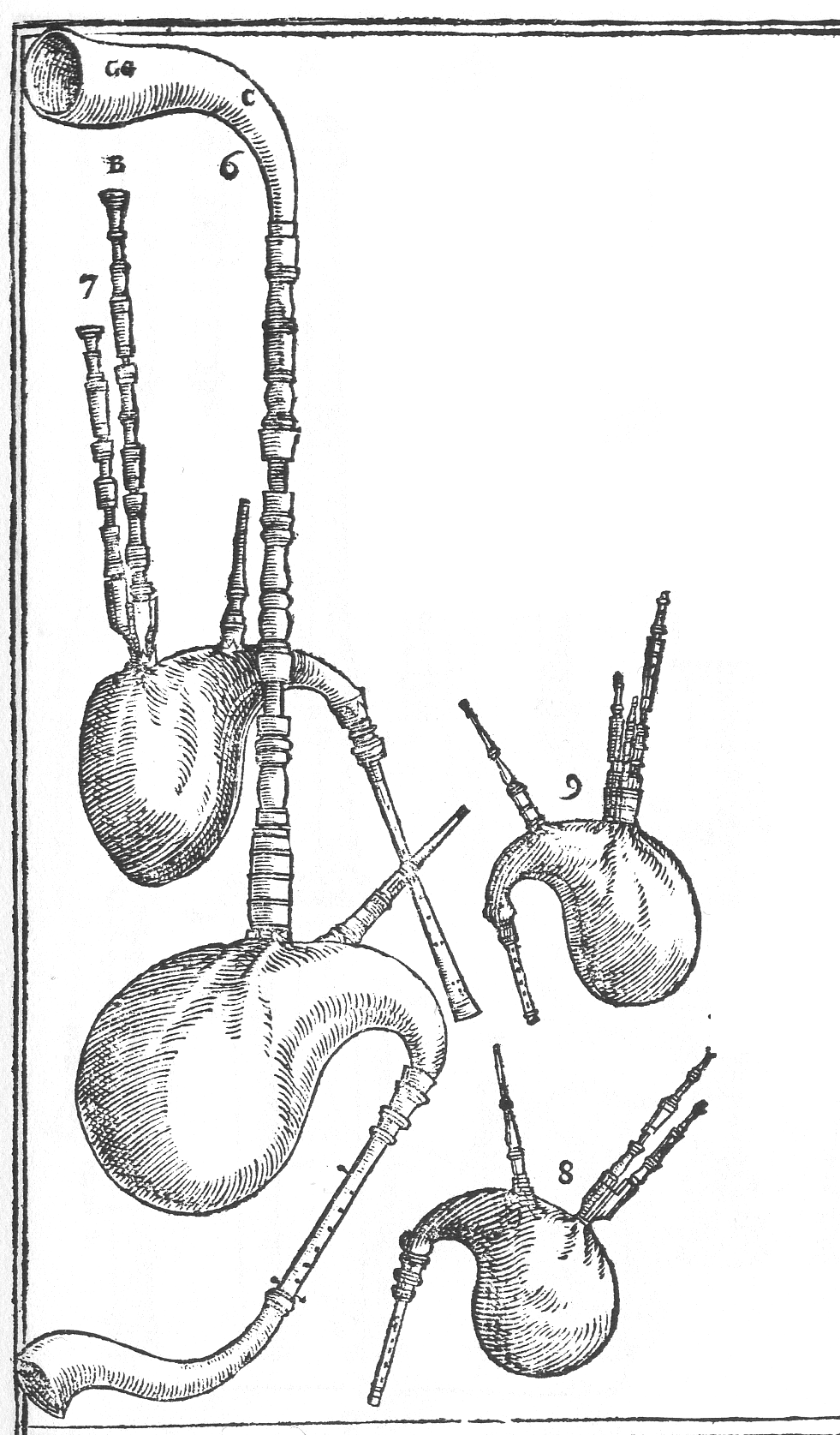
Afbeelding van een 'grote bock' (nr. 6) uit de Syntagma musicum uit 1614.

Het stelt een dorp voor in een heuvelachtig landschap, waar een groot aantal mensen kermis vieren. Linksvoor spelen twee mannen op een bock, een Boheemse variant van de doedelzak met twee melodiepijpen – één lange en één korte – met matelen bekers. Middenvoor zijn enkele boerenparen aan het dansen en aan het hossen. Rechtsvoor is een groepje bedelaars afgebeeld met een kruk om aan te geven dat ze kreupel zijn met voor zich een valse oorkonde.
Links staat een herberg, waar binnen en buiten bier wordt gedronken. Linksboven een soort loopbrug, met daarop verschillende liefkozende paartjes. Op de achtergrond voorbij de grote eikenboon verdringt zich een groep mensen rondom enkele stalletjes. Rechts gaan twee groepen mensen elkaar te lijf met zwaarden.
Savery schilderde dit werk waarschijnlijk in de tijd dat hij in Praag verbleef, waar hij als hofschilder werkzaam was voor de Duitse keizers Rudolf II en Matthias.

## Toeschrijving en datering
Het schilderij is linksonder moeilijk leesbaar gesigneerd en gedateerd ‘R· SAVERY · FE / 161[.]’. Het laatste cijfer van het jaartal is vrijwel niet meer zichtbaar, maar in oude bronnen wordt hier een nul in gezien.

## Herkomst
Het werk wordt voor het eerst gesignaleerd op de boedelveiling van Gerrit Henric Gijsbert Braams (1835-1918), die van 24 tot 26 september 1918 plaats had in zijn woonplaats Arnhem. Het werd toen voor 4.000 gulden gekocht door een zekere Jacobson voor kunsthandel Houthakker in Amsterdam. In 1927 was het in het bezit van een zekere Gottschewski in Berlijn (mogelijk Adolf Gottschewski). Tussen 25 en 27 oktober 1932 werd het geveild door veilinghuis Frederik Muller & Co. in Amsterdam als onderdeel van de collectie Enthoven. In 1934 was het in het bezit van kunsthandel P. de Boer in Amsterdam en in 1936 van kunsthandel W. Paeck, ook in Amsterdam. In 1954 wordt het vermeld in de verzameling van Bas de Geus van den Heuvel in Nieuwersluis. Zijn verzameling werd op 26 en 27 april 1976 geveild bij veilinghuis Mak van Waay in Amsterdam. In 1977 was het in het bezit van de Richard Green Gallery in Londen en een zekere J. Kraus. Op 21 mei 1977 werd het gekocht door de in Londen wonende, Nederlandse zakenman baron Willem van Dedem. Deze schonk het werk in september 2002, samen met vier andere schilderijen, aan de Stichting Vrienden van het Mauritshuis. Hij en zijn vrouw, de schilderes Ronny Reijnders, behielden echter tot 2016 het vruchtgebruik.